# Un mondo perfetto (film)
Un mondo perfetto (A Perfect World) è un film statunitense del 1993, diretto ed interpretato da Clint Eastwood.
Il film incassò 135.130.999 dollari, a fronte di un budget di 30 milioni.

## Trama
Texas, ottobre 1963: Butch Haynes e Terry Pugh sono due delinquenti appena evasi dalla prigione di Huntsville. Nella fuga prendono in ostaggio un bambino di otto anni, Phillip Perry. Della cattura dei due malviventi viene incaricato il Texas Ranger Red Garnett, coadiuvato da un'intera équipe comprendente, tra gli altri, la criminologa Sally Gerber. Il governatore del Texas ha messo a disposizione di Garnett una speciale roulotte attrezzata, da utilizzare come centro mobile di coordinamento nel corso dell'inseguimento. Il caso Haynes sta suscitando un forte interesse tra la gente e questo comporta grosse pressioni, nonché ingerenze politiche, mancando solo tre settimane alla visita ufficiale del presidente John F. Kennedy a Dallas.
Sally Gerber conosce la storia di Haynes, ma anche quella di Garnett, il quale aveva arrestato la prima volta l'ancora minorenne Haynes. Al termine del film si scoprirà che, nonostante si trattasse di una ragazzata, Haynes era finito in prigione a causa delle indicazioni fuorvianti fornite da Garnett al giudice.
Quando il secondo delinquente sta cercando il bambino sfuggitogli dalla macchina, Haynes interviene e l'uccide. Tra il fuggitivo e il piccolo ostaggio inizia un rapporto d'affetto, nonostante la situazione drammatica e Garnett che continua a inseguirli con la sua équipe. Butch e Phillip vivono svariate avventure che li porteranno quasi a un legame fra padre e figlio.
Il bambino, appartenente a una famiglia di Testimoni di Geova, si diverte molto con Butch, il quale gli dà la possibilità di agire indipendentemente, o di realizzare alcuni degli innocenti desideri che la madre gli proibiva (il bambino non era, per esempio, mai andato a un luna park né mai aveva mangiato lo zucchero filato e festeggiato Halloween). Il bambino in più occasioni ha la possibilità di scappare, ma non ci prova mai, per via del legame creatosi con l'adulto, che probabilmente vede come il padre che non ha.
Durante la fuga, Haynes svela al bambino che il suo obiettivo è arrivare in Alaska, dove si trova il padre con il quale non aveva mai avuto un buon rapporto, probabilmente con l'intenzione di rimediare. La notte, mentre sono fermi con l'auto in un campo coltivato, vengono scovati, e quindi ospitati in casa propria, da una coppia che accudisce un piccolo coetaneo di Phillip. L'uomo si dimostra socievole con gli ospiti ma risulta particolarmente duro verso il proprio nipotino. L'atteggiamento risveglia in Butch i ricordi della propria infelice infanzia e decide così di impartire una lezione all'anziano uomo: gli punta la pistola alla testa, lo minaccia e poi, posata l'arma, si limita a legare i componenti della casa, onde evitare che abbiano il tempo di avvisare qualcuno della loro fuga.
Il piccolo Phillip, intimorito dalla trasformazione di Butch, s'impossessa della pistola incustodita. Impaurito, spara colpendo l'uomo all'addome, scappando poi via. Butch, ferito e sanguinante, tenta di rincorrerlo, ma prima si avvicina nuovamente all'anziano di colore porgendogli un coltello per liberarsi, ringraziandolo per l'ospitalità.
Raggiunto Phillip e tornato in sé, spiega al piccolo che non avrebbe ucciso nessuno e che in vita sua aveva ucciso solo due persone e sempre per difendere qualcun altro; la prima volta per proteggere la madre, la seconda per proteggere lo stesso Phillip. Il bambino, pentito di ciò che ha fatto, cerca d'aiutarlo ma è troppo tardi e la situazione precipita.
Garnett e una ventina di poliziotti giungono sul posto per arrestare o uccidere Haynes. Durante la trattativa, dove è giunta anche la madre del bambino, la situazione sfugge al controllo del Ranger Garnett: un cecchino, che faceva parte della sua équipe e che teneva sotto mira Haynes, crede che Haynes stia per tirare fuori una pistola o fare un gesto sconsiderato, così, trasgredendo l'ordine di Garnett di non aprire il fuoco, gli spara. In realtà, Haynes non aveva più con sé la pistola, che era stata gettata dal bambino in un pozzo. Il delinquente, oramai rassegnato alla cattura, stava solo porgendo al piccolo una vecchia cartolina il cui mittente era suo padre dall'Alaska, l'unico ricordo e legame che aveva con lui. Phillip e la madre sono portati via in elicottero.

## Produzione
Mentre Eastwood stava realizzando Nel centro del mirino, gli è stata assegnata la sceneggiatura di Un mondo perfetto. Era anche nel bel mezzo delle nomination agli Academy Awards con Gli spietati e ha visto Un mondo perfetto come un'opportunità per lavorare solo come regista e prendersi una pausa dalla recitazione. Tuttavia, quando Kevin Costner è stato avvicinato con la sceneggiatura del film, ha suggerito che Eastwood sarebbe stato perfetto per il ruolo del Texas Ranger Red Garnett. Eastwood accettò, rendendosi conto che il suo ruolo nel film non sarebbe stato così significativo, lasciando la maggior parte del tempo a lavorare dietro la macchina da presa.
Il film è stato girato in Texas tra Austin, Martindale, San Marcos e Lockhart nella primavera e nell'estate del 1993. Il film è uscito negli Stati Uniti il 24 novembre 1993, mentre in Italia il 17 dicembre successivo.

## Riconoscimenti e nomination
1994  - People's Choice Awards
- Nomination a Kevin Costner per miglior attore in un film drammatico.